# Orthoamblystegium spuriosubtile
Orthoamblystegium spuriosubtile är en bladmossart som beskrevs av Hiroshi Kanda och Noguchi 1982. Orthoamblystegium spuriosubtile ingår i släktet Orthoamblystegium och familjen Leskeaceae. Inga underarter finns listade i Catalogue of Life.